# Mandevilla laxa
Pour les articles homonymes, voir Jasmin (homonymie).
Jasmin du Chili, Jasmín chileno
Espèce
Classification APG III (2009)
Mandevilla laxa, ou Jasmin du Chili, est une espèce de plantes à fleurs de la famille des Apocynaceae et du genre Mandevilla que l'on trouve du sud de la Bolivie et de l'Équateur, jusqu'au nord de l'Argentine et du Chili. Cette plante a été la première de son genre à être connue en Europe, lorsqu'elle a été rapportée en Angleterre par le diplomate britannique Henry Mandeville (1773-1861) qui a donné son nom à son genre.

## Synonymes
- Amblyanthera bridgesii Müll.Arg.
- Amblyanthera suaveolens Müll.Arg.
- Echites laxus Ruiz & Pav.
- Echites suaveolens (Lindl.) A.DC[4].
- Mandevilla bridgesii (Müll.Arg.) Woodson
- Mandevilla suaveolens Lindl[5].
- Mandevilla tweedieana Gadeceau & Stapf

## Description
C'est une liane.
Dans son milieu naturel, cette plante grimpante peut atteindre de 5 à 6 mètres de hauteur.

## Culture
Elle ne supporte pas les températures au-dessous de -10°. Elle fleurit tout l'été dans le Midi de la France. Le parfum suave de ses fleurs blanches a donné son nom vernaculaire.
Cette plante est sensible aux pucerons ; elle est très volubile et fait des chignons si on ne la démêle pas au fur et à mesure de sa croissance. Elle supporte l'hiver dans le Midi de la France, comme au sud de Grasse, où elle continue à pousser en situation abritée.